# Jambaló (ort)
Jambaló är en ort i Colombia.   Den ligger i departementet Cauca, i den västra delen av landet, 300 km sydväst om huvudstaden Bogotá. Jambaló ligger 2 132 meter över havet och antalet invånare är 1 972.
Terrängen runt Jambaló är kuperad västerut, men österut är den bergig. Jambaló ligger nere i en dal. Runt Jambaló är det ganska tätbefolkat, med 54 invånare per kvadratkilometer. Närmaste större samhälle är Toribío, 19,0 km norr om Jambaló. I omgivningarna runt Jambaló växer i huvudsak städsegrön lövskog.